# His Own Home Town
His Own Home Town is een Amerikaanse dramafilm uit 1918 onder regie van Victor Schertzinger.

## Verhaal
Jimmy is de zoon van dominee John Duncan. Hij gaat naar New York, waar hij onder een pennennaam bekend wordt als toneelschrijver. Zijn liefje Carol reist hem achterna om actrice te worden. Als de vader van Carol overlijdt, erft Jimmy zijn post als directeur van een lokale krant in zijn geboortestad. Hij gebruikt die krant om de praktijken van corrupte politici aan de kaak te stellen. Hij komt er al gauw achter dat zijn gerespecteerde vader samenwerkt met die politici.

## Rolverdeling
| Acteur              | Personage      |
| ------------------- | -------------- |
| Charles Ray         | Jimmy Duncan   |
| Katherine MacDonald | Carol Landis   |
| Charles K. French   | T. Elihu Banks |
| Otto Hoffman        | Tivotson       |
| Andrew Arbuckle     | John Duncan    |
| Karl Formes         | David Landis   |
| Milton Ross         | Jameson        |